# 허드 (1963년 영화)
《허드》(영어: Hud)는 1963년 개봉한 미국의 서부 드라마 영화이다. 마틴 리트가 감독을 맡았으며, 래리 맥머트리의 소설 Horseman, Pass By 가 영화의 원작이다. 2018년 미국 국립영화등기부에 등재되었다.

## 출연

### 주연
- 폴 뉴먼
- 멜빈 더글라스

### 조연
- 패트리샤 닐
- 브랜든 드 와일드
- 윗 비셀
- 크레헌 덴튼
- 존 애슐리

## 기타
- 원작자: 래리 맥머트리
- 미술: 탐비 라슨
- 미술: 헐 페레이라
- 의상: 에디스 헤드